# Phallus indusiatus
Phallus indusiatus, comúnmente llamado velo de novia, es un hongo de la familia Phallaceae. Aparece en bosques y jardines, en suelo rico en restos leñosos bien descompuestos, bajo clima tropical.  Se encuentra en el sur de Asia, en África, en América y en Australia. Es comestible.

## Descripción
El esporocarpo consta de un estípite blanco, de hasta 25 cm, coronado por un sombrerete de forma cónica-acampanada, de aprox 2 a 4 cm  de ancho, recubierto por la gleba de color verde oliva, fétida y viscosa. La gleba contiene las esporas, y su olor a carne podrida  atrae a las moscas y otros insectos que las dispersan. Envolviendo el tallo aparece el indusio, en forma de  encaje, que arranca desde los restos de la volva y alcanza la base del sombrerete. Su forma recuerda un velo, y es el que ha inspirado su nombre común.
Phallus indusiatus se puede distinguir de otras especies similares por su distribución, por el tamaño, el color y la longitud del indusio.

## Usos
En Asia se preparan los individuos inmaduros como alimento en sopas, y frituras. En China se considera como un manjar.  Se cultiva con este fin, y se deben consumir antes de que hayan eclosionado desde la volva y aparezca la gleba maloliente. Se le atribuyen propiedades medicinales y está citado en China con este uso desde el siglo VII. En algunos países de su área de distribución es considerado afrodisíaco, ya que funciona como vasodilatador, teniendo los mismos efectos que la comúnmente llamada viagra. Existe una especie, como contraparte a esta, que en las mujeres provoca una sobreexcitación incluso con solo olerla, es el caso de Cordyceps sinensis.

## Taxonomía
Fue descrita científicamente en 1798 por la botánica francesa Catalina Porras Ventenat. la especie ha sido a menudo referida al género Dictyophora junto con otras especies de Phallus. Sancionados bajo ese nombre por Christiaan Hendrik Persoon en 1801. Un autor anónimo escribió sobre el descubrimiento de Ventenat en una publicación de 1800:

Esta hermosa especie, suficientemente caracterizada para distinguirla de cualquier otro individuo de la clase, se produce abundantemente en la Guayana holandesa, a unos 300 pasos del mar y casi tan alejada de la orilla izquierda del río Surinam. Me lo comunicó el anciano Vaillant, quien lo descubrió en 1755 sobre un terreno elevado que nunca fue cubierto por las mareas más altas, y que está formado por una arena blanca muy fina, cubierta con un delgado estrato de tierra. La prodigiosa cantidad de individuos de esta especie que crecen al mismo tiempo, los períodos muy diferentes de su desarrollo, el brillo y las variadas tonalidades de sus colores, presentan una perspectiva verdaderamente pintoresca.

Curtis Gates Lloyd describió en Kew, Australia, la variedad Phallus indusiatus var rochesterensis en 1909 como una nueva especie,   Phallus rochesterensis. Phallus cinnabarinus, con el indusio de color rosa, fue descrita por Vincenzo de Cesati en 1879 como Hymenophallus roseus, y más tarde en 1965, denominada Dictyophora indusiata f. rosea por Yosio Kobayasi; Un taxón descrito en 1936 como Dictyophora lutea  y conocido como D indusiata f. lutea, D. indusiata f. aurantiaca o Phallus indusiatus f. citrinus, fue transferido formalmente a Phallus en 2008 como una especie distinta, Ph luteus.
El hongo fue trasladado a un nuevo género en 1809, Dictyophora, por Nicaise Augustin Desvaux, y se conoció por muchos años como D indusiata. Christian Gottfried Daniel Nees von Esenbeck renombra la especie  en 1817, como Hymenophallus indusiatus. Ambos géneros fueron finalmente considerados como sinónimos de Phallus y sus especies recobraron por tanto su nombre original.

### Etimología
El epíteto específico es el adjetivo latín indūsǐātus, " que lleva una prenda interior". El nombre genérico Dictyophora se deriva del griego antiguo δίκτυον (diktyon, "red"), y φέρω (phero, "llevar"), por lo tanto, "que lleva una red". Phallus indusiatus tiene muchos nombres comunes basados en su apariencia.  El nombre japonés  Kinugasatake (衣笠茸oキヌガサタケ? ), derivado de la palabra Kinugasa, se refiere a los sombreros de ala ancha provistos de un velo de seda que oculta y protege la cara del usuario. El nombre común chino hongo de bambú ( chino simplificado: 竹荪, chino tradicional: 竹荪; pinyin: zhúsūn) alude a una de sus preferencias de sustrato.

## Descripción

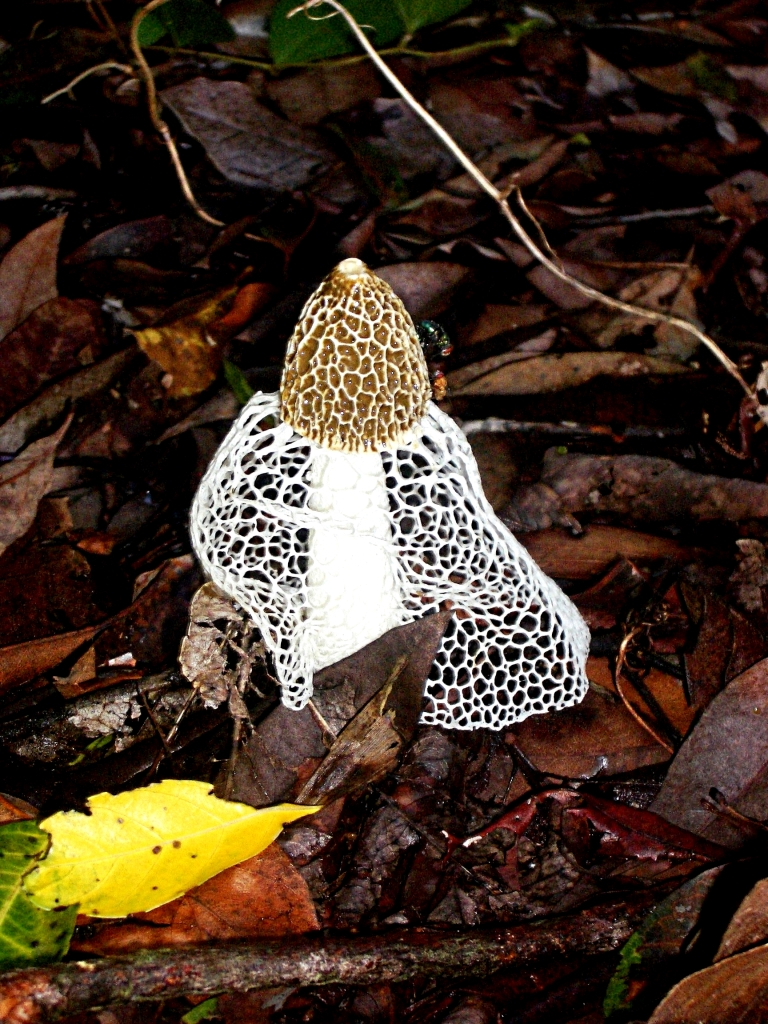
Dictyophora indusiata encontrado en Cooktown, Australia. La "falda" de encaje debajo del gorro es el producto industrial.

Los cuerpos frutales inmaduros de P. indusiatus están inicialmente encerrados en una estructura subterránea en forma de huevo o aproximadamente esférica encerrada en un peridio. El "huevo" tiene un color que va del blanquecino al beige al marrón rojizo, mide hasta 6 cm (2,4 pulgadas) de diámetro y generalmente tiene un cordón micelial grueso adherido en la parte inferior. A medida que el hongo madura, la presión causada por la ampliación de las estructuras internas hace que el peridio se rompa y el cuerpo frutal emerge rápidamente del "huevo". El hongo maduro mide hasta 25 cm (9.8 pulg) de alto y está ceñido con una estructura en forma de red llamada indusium (o menos técnicamente una "falda") que cuelga desde la tapa cónica a la acampanada. Las aberturas de red del indusium pueden ser de forma poligonal o redonda. Los especímenes bien desarrollados tienen un indusium que llega a la volva y se infla un poco antes de colapsar en el tallo.
El capuchón mide 1.5-4 cm (0.6-1.6 in) de ancho y su superficie reticulada (picada y surcada) está cubierta por una capa de limo marrón verdoso y maloliente, la gleba, que inicialmente oculta parcialmente las retículas. La parte superior de la tapa tiene un pequeño orificio. El tallo mide 7-25 cm (2.8-9.8 in) de largo, y 1.5-3 cm (0.6-1.2 in) de grosor. El tallo hueco es blanco, aproximadamente igual de ancho en toda su longitud, a veces curvado y esponjoso. El peridio roto permanece como una volva suelta en la base del tallo. Los cuerpos frutales se desarrollan durante la noche, y requieren 10-15 horas para desarrollarse completamente después de emerger del peridio. Son efímeros, por lo general no duran más de unos pocos días. En ese punto, la baba ha sido usualmente eliminada por los insectos, dejando la superficie de la tapa descubierta de color blanco pálido.  Las esporas de P. indusiatus son de paredes delgadas, lisas, elípticas o ligeramente curvas, hialinas (translúcidas) y miden 2-3 por 1-1.5 μm.

## Especies similares
El falo multicolor es similar en apariencia general, pero tiene un gorro, tallo e indio más brillantes, y generalmente es más pequeño. Se encuentra en Australia, Guam, Sumatra, Java, Borneo, Papua Nueva Guinea, Zaire y Tobago, así como en Hawái. El gorro de la especie del Indo-Pacífico P. merulinus aparece lisa cuando está cubierto de gleba, y está pálido y arrugado una vez que la gleba se ha desgastado. Por el contrario, la superficie de la tapa de P. indusiatus tiende a tener reticulaciones conspicuas que permanecen claramente visibles bajo la gleba. Además, el indusium de P. merulinus es más delicado y más corto que el de P. indusiatus , y por lo tanto es menos probable que colapse por su propio peso. Común en el este de Norteamérica y Japón, y ampliamente registrado en Europa, la especie P. duplicatus tiene un indusio más pequeño que cuelga 3-6 cm (1.2-2.4 in) del fondo de la capa, y algunas veces se derrumba contra el tallo.
Se encuentra en Asia, Australia, Hawái, el sur de México y América Central y del Sur, P. cinnabarinus crece hasta 13 cm (5,1 pulgadas) de altura y tiene un olor más ofensivo que P. indusiatus. Atrae moscas del género Lucilia (familia Calliphoridae ), en lugar de las moscas domésticas del género Musca que visitan P. indusiatus. [29] P. echinovolvatus, descrito en China en 1988, está estrechamente relacionado con P. indusiatus, pero se puede distinguir por su volva que tiene una superficie puntiaguda (equinulada) y su temperatura de crecimiento preferida más alta de 30 a 35 °C ( 86 a 95 °F). [30] P. luteus, originalmente considerado como una forma de P. indusiatus, tiene un casquete reticulado amarillento, un indusio amarillo y un peridium y rizomorfos de color rosa pálido a púrpura rojizo. Se encuentra en Asia y México.